# تپه داشکسن
تپه داشکسن مربوط به سده‌های اولیه دوران‌های تاریخی پس از اسلام است و در شهرستان میانه، بخش مرکزی، دهستان اوچ‌تپه شرقی، ۵۰ متری شرق روستای داشکسن واقع شده و این اثر در تاریخ ۱۵ اسفند ۱۳۸۵ با شمارهٔ ثبت ۱۷۹۱۸ به‌عنوان یکی از آثار ملی ایران به ثبت رسیده است.